# I arrondissement di Marsiglia
Il I arrondissement di Marsiglia copre un'area centrale della città ad est del porto vecchio. Confina a nord con il III arrondissement, ad est con il IV ed il V arrondissement, a sud con il VI arrondissement, a sud-ovest con il VII arrondissement, ad ovest con il porto vecchio e a nord-ovest con il II arrondissement.
È attraversato da ovest a est dalla Canebière ed è diviso in sei quartieri ufficiali: Belsunce, Le Chapitre, Noailles, Opéra, Saint-Charles e Thiers oltre a parte del quartiere La Plaine. 

## Luoghi d'interesse
- Opéra municipal de Marseille
- Jardin des Vestiges
- Museo di storia di Marsiglia